# Chicago tajagi
Chicago tajagi (시카고 타자기?, 시카고打字機?, Sikago tajajiLR, lett. "La macchina per scrivere di Chicago"; titolo internazionale Chicago Typewriter) è una serie televisiva sudcoreana trasmessa su tvN dal 7 aprile al 3 giugno 2017.

## Trama
Han Se-ju è un famoso autore di romanzi thriller, ma, quando un suo fan uccide la propria famiglia prendendo spunto dai suoi libri, cade in depressione e sviluppa un blocco creativo. Mentre cerca di riprendersi, riceve in regalo una macchina per scrivere da Chicago e iniziano ad apparirgli delle visioni della sua vita precedente durante l'occupazione giapponese degli Anni Trenta. Inoltre, su Internet comincia ad essere pubblicato un suo nuovo romanzo che ricalca le visioni, ma che non ricorda di avere scritto. L'autore dell'opera è Yoo Jin-oh, un fantasma che vive nella macchina da scrivere e che era amico di Se-ju ottant'anni prima. Egli non ha memoria di come sia morto e chiede allo scrittore di aiutarlo a completare il romanzo per recuperare i ricordi. A loro si unisce Jeon Seol, una fan di Se-ju che nella vita precedente era una combattente per l'indipendenza coinvolta in un triangolo amoroso con lui e Jin-oh.

## Personaggi

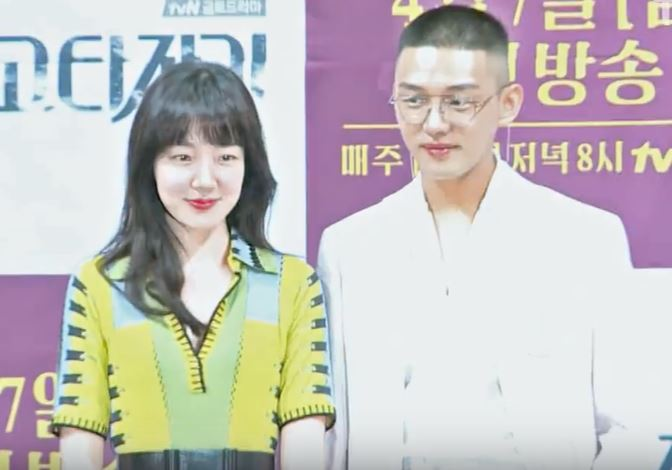
Im Soo-jung e Yoo Ah-in alla conferenza stampa del drama.

- Im Soo-jung e Yoo Ah-in alla conferenza stampa del drama.Han Se-ju/Seo Hwi-young, interpretato da Yoo Ah-in e Choi Min-young (Se-ju da giovane)
- Jeon Seol/Ryu Soo-hyun, interpretata da Im Soo-jung, Choi Myung-bin (Seol da giovane) e Jo Min-ah (Soo-hyun da giovane)
- Yoo Jin-oh/Shin Yool, interpretato da Go Kyung-pyo
- Baek Tae-min/Heo Young-min, interpretato da Kwak Si-yang e Son Sang-yeon (Tae-min da giovane)
Scrittore rivale di Se-ju, in passato era una spia giapponese.
- Gal Ji-suk, interpretato da Jo Woo-jin
Editore di Se-ju.
- Signorina Kang, interpretata da Oh Na-ra
Segretaria di Se-ju.
- Ma Bang-jin, interpretata da Yang Jin-sung e Kwak Ji-hye (da giovane)
Migliore amica di Seol.
- Wang Bang-wool, interpretata da Jeon Soo-kyung
Madre di Bang-jin, una sensitiva.
- Won Dae-han, interpretato da Kang Hong-suk e Song Joon-hee (da giovane)
Chef con una cotta per Seol.
- Won Man-hae, interpretato da Ji Dae-han
- Baek Do-ha, interpretato da Cheon Ho-jin
Scrittore, padre di Tae-min.
- Hong So-hee, interpretata da Jo Kyung-sook
Madre di Tae-min.
- Lim So-yoon/Madam Sophia, interpretata da Jeon Mi-seon
Madre di Seol, in passato era la proprietaria del locale notturno Carpe Diem.

## Ascolti
| Episodio | Data di trasmissione | Dati AGB            | Dati AGB                   | Dati TNMS |
| Episodio | Data di trasmissione | A livello nazionale | Area metropolitana di Seul | Dati TNMS |
| -------- | -------------------- | ------------------- | -------------------------- | --------- |
| 1        | 7 aprile 2017        | 2,649%              | 2,924%                     | 3,8%      |
| 2        | 8 aprile 2017        | 2,822%              | 3,253%                     | 3,2%      |
| 3        | 14 aprile 2017       | 2,235%              | 2,555%                     | 2,3%      |
| 4        | 15 aprile 2017       | 2,094%              | 2,688%                     | 2,6%      |
| 5        | 21 aprile 2017       | 1,920%              | 1,847%                     | 1,9%      |
| 6        | 22 aprile 2017       | 2,236%              | 2,840%                     | 2,6%      |
| 7        | 29 aprile 2017       | 2,449%              | 2,546%                     | 2,4%      |
| 8        | 29 aprile 2017       | 2,449%              | 3,162%                     | 2,8%      |
| 9        | 12 maggio 2017       | 2,322%              | 2,761%                     | 3,7%      |
| 10       | 13 maggio 2017       | 2,275%              | 3,034%                     | 2,0%      |
| 11       | 19 maggio 2017       | 2,450%              | 2,657%                     | 2,5%      |
| 12       | 20 maggio 2017       | 2,252%              | 2,954%                     | 2,4%      |
| 13       | 26 maggio 2017       | 2,335%              | 2,795%                     | 2,2%      |
| 14       | 27 maggio 2017       | 1,444%              | 1,762%                     | 1,7%      |
| 15       | 2 giugno 2017        | 2,419%              | 2,975%                     | 2,4%      |
| 16       | 3 giugno 2017        | 2,162%              | 2,551%                     | 2,9%      |
| Media    | Media                | 2,27%               | 2,71%                      | 2,59%     |

## Colonna sonora
1. Chicago Typewriter (시카고 타자기)
2. Satellite (위성) – SALTNPAPER
3. Blooming Memories (아주 오래된 기억) – Baek Ye-rin
4. Writing Our Stories (우리의 얘기를 쓰겠소) – SG Wannabe
5. Be My Light – Kevin Oh
6. Come With Me – Boni Pueri
7. Time Walk	– Boni Pueri
8. Satellite (Inst.)
9. Blooming Memories (Inst.)
10. Writing Our Stories (Inst.)
11. Be My Light (Inst.)
12. Ghostwriter Yoo Jin-oh (유령작가 유진오)
13. Aim the Gun (총을 겨누다)
14. Han Se-ju & Jeon Seol (한세주의 전설)
15. Time Travel (시간여행)
16. Remember the Novel We Wrote (그날의 소설을 함께 기억해)